# William Simons
 William Simons (Swansea, 1940. november 17. – London, 2019. június 21.) walesi színész.

## Fontosabb filmjei
- Where No Vultures Fly (1951)
- West of Zanzibar (1954)
- Not So Dusty (1956)
- On the Fiddle (1961)
- Mystery Submarine (1962)
- Clash by Night (1964)
- Ki vagy, doki? (Doctor Who) (1977, tv-sorozat, három epizódban)
- Pope John Paul II (1984, tv-film)
- Asszony feketében (The Woman in Black) (1989, tv-film)